# Tajemniczy ogród (film 1949)
Tajemniczy ogród (ang. The Secret Garden) – amerykański film dramatyczny z 1949 roku w reżyserii Freda M. Wilcoxa będący adaptacją powieści pod tym samym tytułem autorstwa Frances Hodgson Burnett.

## Obsada
- Margaret O’Brien - Mary Lennox
- Herbert Marshall - Archibald Craven
- Dean Stockwell - Colin Craven
- Brian Roper - Dickon
- Gladys Cooper - Mrs. Medlock
- Elsa Lanchester - Martha
- Reginald Owen - Ben Weatherstaff
- Isobel Elsom - guwernantka
- Aubrey Mather - Dr. Griddlestone
- George Zucco - Dr. Fortescue
- Lowell Gilmore – brytyjski oficer
- Billy Bevan - Barney
- Dennis Hoey - Mr. Pitcher
- Kathryn Beaumont - Muriel
- Matthew Boulton - Mr. Bromley
- Norma Varden - pielęgniarka